# 大神子海岸
大神子海岸（おおみこかいがん）は、徳島県徳島市の日峰大神子公園にある紀伊水道に面した海岸である。日峯大神子広域公園の一部。

## 概要
日峯大神子広域公園の北端に位置し、南西には阿波三峰のひとつ日峰山が聳える。徳島市内で唯一防波堤がない海岸で、砂浜の奥には松林が広がる。
江戸時代、徳島藩は密入国者や難破船を見張る為に、海岸に御番所とのろしばを築いたと云われている。
海岸はかつては海水浴場となっていたが、海面下の地形はおぼれ谷という陸上の谷が海面の上昇や地盤沈下でできたもので、潮の流れも複雑であり水死事故が相次いたため、現在は遊泳禁止となっている。
海岸に隣接して大神子テニスセンターや徳島ユースホステルが立地している。南側には日峰山を挟んで小神子海岸があるが、直接通じる道はない。

## 交通
- JR徳島駅より徳島バス大神子行き、「大神子海岸入口」下車。